# With Sympathy
With Sympathy är ett musikalbum i industrialgenren av gruppen Ministry. Skivan gavs ut i juli 1983 under skivmärket Arista, med dåvarande medlemmarna Alain Jourgensen och Stephen George. Sångaren Jourgensen sägs ha varit pressad av skivbolaget att få fram musik i syntpopstil, i kontrast till den mycket hårdare stil som han utvecklade med bandet. I motsats till vad Jourgensen påstår är inte låtarna alltför olika dem som Ministry gav ut med Wax Trax! före och efter denna utgåva. Utan förklaring har Jourgensen lagt sig till med en brittisk brytning på alla låtarna. Denna skiva släpptes även under namnet Work For Love under BMG i Europa men med samma omslag.
With Sympathy var Ministrys enda album under Arista.

## Låtlista
| Nr | Titel                    | Längd | Notering                            |
| -- | ------------------------ | ----- | ----------------------------------- |
| 1. | Effigy (I'm Not An)      | 3:51  |                                     |
| 2. | Revenge                  | 3:48  |                                     |
| 3. | I Wanted to Tell Her     | 5:29  | Alain Jourgensen och Stephen George |
| 4. | Work For Love            | 4:44  |                                     |
| 5. | Here We Go               | 3:21  |                                     |
| 6. | What He Say              | 4:04  |                                     |
| 7. | Say You're Sorry         | 4:18  |                                     |
| 8. | Should Have Known Better | 4:31  |                                     |
| 9. | She's Got a Cause        | 3:33  |                                     |

## Medverkande
- Alain Jourgensen - sång, gitarr, keyboards, trummor
- Stephen George - trummor, slagverk
- Robert Roberts - keyboards, basgitarr
- Marybeth O'Hara - sång
- Shay Jones - sång
- Antonia de Portago - sång
- John Davis - keyboards
- Walter Turbitt - gitarr
- Martin Sorenson - basgitarr
- Brad Hallen - basgitarr
- Vince Ely - slagverk, keyboards
- Ziv Gidron
- Bob Suber - saxofon
- Doreen Chanter - sång
- Ministry of Horns - blåsinstrument